# リカルド・ヴィエイラ
リカルド・ヴィエイラ（Ricardo Vieira、1984年 - ）は、ポルトガルのピアニスト、作曲家、教育者である。ソロ活動やデュオ「Musicorba」での演奏で知られており、フランスの教育分野でも重要な人物である。

## 経歴
リカルド・ヴィエイラの音楽の道は、サンタ・マリア・ダ・フェイラの音楽アカデミーで始まり、2000年にリスボンのサン・ルイス劇場でオーケストラとの初のソロコンサートを行った。2004年にはカステロ・ブランコ高等芸術学校（ESART）に進学し、カイオ・パガーノとパウロ・アルヴァレス（ピアノ）、ルイーザ・テンダー（音楽理論）、カルロス・アルヴェス、ダニエル・ローランド、キャサリン・スティンクス、ミゲル・ロシャ、エスター・ネヴェス（室内楽）といった著名な教授陣から学んだ。

## 音楽活動
ヴィエイラはソリストとして、また日本人ピアニストのトモヒロ・ハッタとのデュオ「Musicorba」のメンバーとして活動している。2人は主要な音楽祭に参加し、ニューヨークのトライベッカホールやパリのオランピア劇場などの著名な会場で演奏を行ってきた。2024年には、スタジオジブリの音楽に捧げた中国でのツアーを成功させ、国際的なキャリアをさらに確立した。

## 文化的貢献
リカルド・ヴィエイラの影響は音楽の枠を超えて広がっている。彼は、リカルド・カンポスによる肖像画や、カルロス・ファリーニャによる絵画、リカルド・フィゲイラによる写真において描かれており、ポルトガルの作家リタ・フェーロの文学作品にも登場する。フランスでは、セレステ・ロドリゲス、モニカ・クーニャ、ルイス・カエイロといった著名な人物と協力して、フランスにあるポルトガル大使館の支援のもと、ポルトガル文化に特化したフェスティバルを創設した。彼の文化的貢献は「Lusojornal」誌、Radio RGB、RFI AligreやRadio Alfaの番組でも取り上げられている。また、フランスのポルトガルコミュニティ担当国務秘書局が主催した4月25日革命50周年の祝賀イベントにも参加した。

## 教育活動
教育分野では、リカルド・ヴィエイラは2006年にコヴィリャ地方音楽院およびコヴィリャ芸術専門学校（EPABI）で教職を開始した。その後、フランスの公務員試験で口述試験で満点を獲得し、現在はパリ＝ナンテール大学およびポワシーのレ・グラン・シャン校で教鞭を執っている。また、フランスのテレビ局ARTEと提携し、教育コンテンツの制作にも携わり、ヴェルサイユ学区の教育実験グループ（GEP）に参加し、デジタル教育担当の学区連絡員も務めた。

## 受賞歴と評価
リカルド・ヴィエイラの活動は多くの賞を受け、評価されている。ポルトガル共和国大統領から「ポルトガル・ディアスポラ革新者功労賞」を授与され、フランスでは「エトワール教師」として表彰された。また、彼が生徒と制作した短編映画がカンヌ映画祭で上映され、フランスUNESCO代表から賞賛を受けた。フランコフォニー賞を受賞し、音楽グループ「レ・フランジーヌス」やマトリーズ・ラジオ・フランスと協力した教育プロジェクトにも参加している。
2023年、ポルトガルの新聞「Expresso」はリカルドを「今後50年のポルトガルの未来を形作る50人のポルトガル人」の一人に選び、文化および教育分野における彼の持続的な影響力を強調した。